# NGC 1658
NGC 1658 је спирална галаксија у сазвежђу Длето која се налази на NGC листи објеката дубоког неба.
Деклинација објекта је - 41° 27' 49" а ректасцензија 4h 44m 1,1s. Привидна величина (магнитуда) објекта NGC 1658 износи 13,6 а фотографска магнитуда 14,4. Налази се на удаљености од 70,407 милиона парсека од Сунца. NGC 1658 је још познат и под ознакама ESO 304-16, MCG -7-10-20, AM 0442-413, PGC 15899.